# Joy (lenguaje de programación)
El Joy es un lenguaje de programación funcional que fue producido por Manfred von Thun de la Universidad de La Trobe en Melbourne, Australia. Joy está basado en la composición de funciones en vez del cálculo lambda. Ha resultado tener muchas semejanzas con el lenguaje Forth, debido menos al diseño que a una suerte de evolución paralela y convergente.

## Funcionamiento
Joy es inusual (excepto para lenguajes funcionales y algunos esotéricos) por su carencia de un operador lambda y, por lo tanto, de parámetros formales. Para ilustrar esto con un ejemplo común, se muestra cómo la función square (elevar al cuadrado) puede ser definida en un lenguaje imperativo (C):
```
 
int
 
square
(
int
 
x
)
 
{

   
return
 
x
*
x
;

 
}

```

La variable x es un parámetro formal que es sustituido por el valor que se elevará al cuadrado al llamar a la función. Esta misma función definida en un lenguaje funcional (Scheme) resultaría:
```
 
(
define
 
(
square
 
x
)

   
(
*
 
x
 
x
))

```

Esto es diferente en muchas formas, pero todavía utiliza el parámetro formal x de la misma manera. Esta misma función se definiría en Joy de la siguiente manera:
```
  DEFINE square == dup *

```

En Joy, todo es una función que toma una pila como argumento y retorna una pila como resultado. Por ejemplo, el símbolo 5 no es, como puede parecer, una constante entera, sino un breve programa que empuja (push) al número 5 sobre la pila. 
- El operador dup simplemente duplica el elemento superior de la pila empujando (push) una copia de este elemento.
- El operador * extrae (pop) dos números de la pila y empuja (push) su producto.

Así que esta definición de la función cuadrado hace una copia del elemento superior y después multiplica los dos elementos superiores, dejando el cuadrado en el elemento superior original sobre la pila. No hay necesidad de un parámetro formal en absoluto. Este diseño hace que el lenguaje Joy sea conciso y poderoso, como muestra esta definición del quicksort:
```
  DEFINE qsort ==
   [small]
   []
   [uncons [>] split]
   [[swap] dip cons concat]
   binrec .

```

binrec es uno de muchos combinadores recursivos de Joy. binrec espera cuatro programas indicados en el tope de la pila:
- la condición de terminación, si una lista es "small" (pequeña) (de 1 o 0 elementos) ya está ordenada,
- qué hacer si se cumple la condición de la terminación (en este caso nada),
- qué hacer por defecto (divide la lista en dos mitades comparando cada elemento con el pivote),
- y finalmente qué hacer al final (insertar el pivote entre las dos mitades clasificadas).

## Pureza matemática
En Joy, el significado de una función es un homomorfismo desde el monoide sintáctico sobre el monoide semántico. Es decir, la relación sintáctica de la concatenación de símbolos mapea directamente sobre la relación semántica de la composición de funciones. Es un homomorfismo en vez de un isomorfismo porque está sobre pero uno a uno, es decir, algunas secuencias de símbolos tienen el mismo significado (ej. dup + y 2 *) pero ningún símbolo tiene más de un significado.
Joy maneja ser práctico y potencialmente útil, a diferencia del, de otra manera similar, Unlambda. Sus biblioteca de rutinas reflejan las del ISO C, aunque la implementación actual no es fácilmente extensible con las funciones escritas en C.